# Großsteingrab Dødningene 1
Das Großsteingrab Dødningene 1 war eine megalithische Grabanlage der jungsteinzeitlichen Nordgruppe der Trichterbecherkultur im Kirchspiel Snostrup in der dänischen Kommune Frederikssund. Es wurde im 19. oder frühen 20. Jahrhundert zerstört.

## Lage
Das Grab lag bei Dødningene auf einem Feld östlich des Store Rørbækvej. Nur wenige Meter südlich liegen die noch erhaltenen Großsteingräber Dødningene 2 und Dødningene 3. In der näheren Umgebung gibt bzw. gab es zahlreiche weitere megalithische Grabanlagen.

## Forschungsgeschichte
Im Jahr 1875 führten Mitarbeiter des Dänischen Nationalmuseums eine Dokumentation der Fundstelle durch. Zu dieser Zeit waren nur noch Reste der Anlage erhalten. Bei einer weiteren Dokumentation im Jahr 1942 waren keine baulichen Überreste mehr auszumachen.

## Beschreibung
Die Anlage besaß eine nord-südlich orientierte rechteckige Hügelschüttung mit einer Länge von mindestens 17 m und einer Breite von 7 m. Der Hügel war 1875 bereits abgetragen. Es waren aber noch zahlreiche große Umfassungssteine erhalten. Über die Grabkammer(n) liegen keine Angaben vor.